# Społem

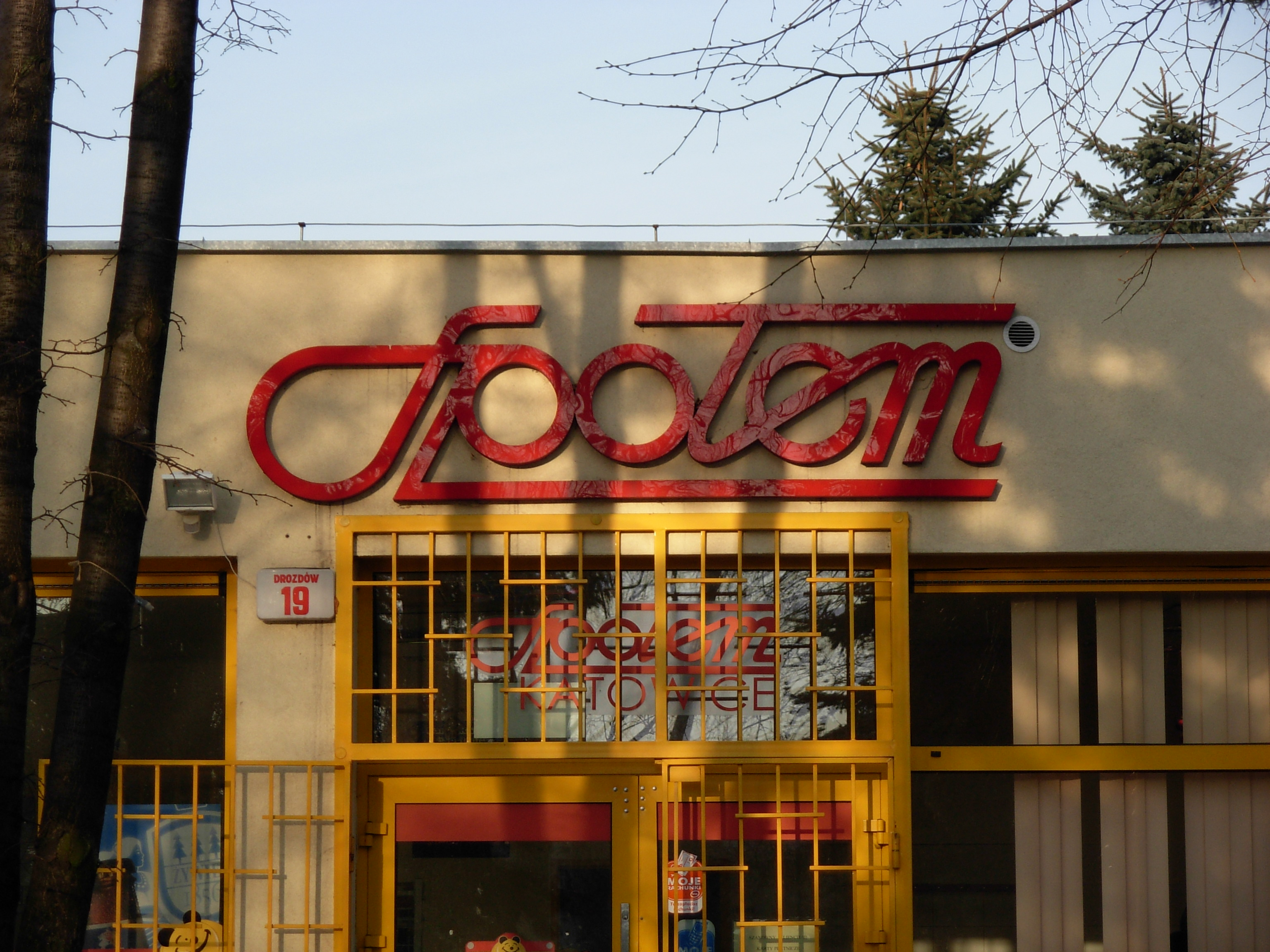
Logo von Społem über einem Lebensmittelgeschäft in Kattowitz

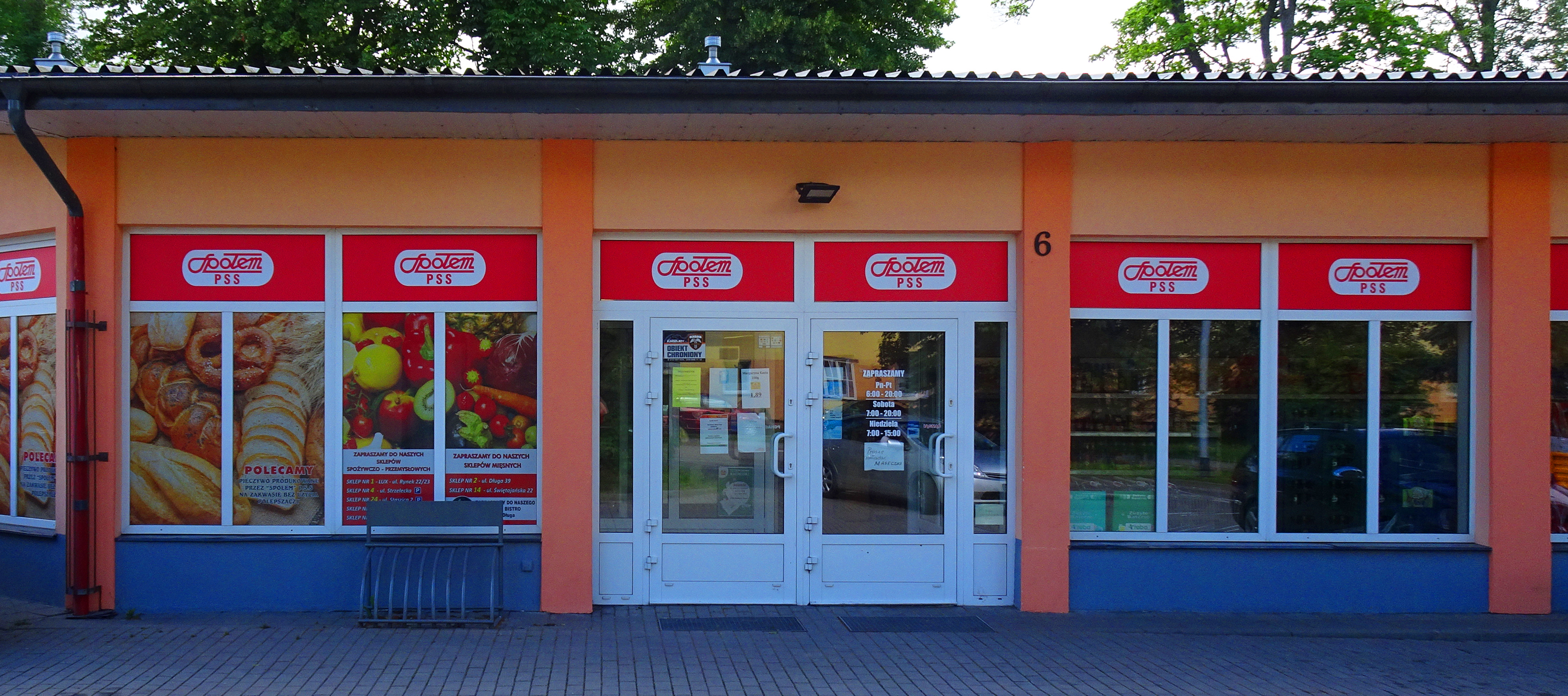
Społem-Filiale in Kościerzyna

Społem (Polnisch für „gemeinsam, zusammen“) ist eine polnische Konsumgenossenschaft. 1868 während der Teilungen Polens gegründet, sollte sie unabhängig von der Politik der Besatzungsmächte das Gemeinwohl unter der polnischen Bevölkerung sichern. Bis in die 1980er Jahre betrieb Społem das größte Netz reiner Lebensmittelgeschäfte in Polen.

## Geschichte
Zwischen 1869 und 1918 betrieb Społem vor allem Milchbars, also preisgünstige Restaurants in der Art einer Kantine. Nach der Wiedererlangung der polnischen Unabhängigkeit kamen, zuerst im Großraum Posen, eigene Lebensmittelgeschäfte hinzu. Während des Realsozialismus in Polen betrieb Społem darüber hinaus besonders in den Großstädten auch Kaufhäuser mit unterschiedlichen Konsumartikeln, die vor allem unter dem Markennamen Sezam (Polnisch „Sesam“) geführt wurden. Bis zur politischen Wende 1989 besaß Społem das alleinige Handelsrecht auf Artikel wie Cola, Orangen oder Essig.
Nach dem Systemwechsel in Polen verlor Społem an Bedeutung und musste aufgrund der wachsenden Konkurrenz durch Supermärkte oder Kombinis der Kette Żabka zahlreiche Lebensmittelgeschäfte  schließen. Heute betreibt Społem noch 363 Lebensmittelgeschäfte und hat etwa 120.000 Mitglieder, insbesondere im ländlichen Raum. Ehemals mit eigenen Betrieben bebaute Grundstücke werden verpachtet, so etwa das Gelände des ehemaligen Kaufhauses Sezam im Zentrum Warschaus, auf dem 2016 ein Hochhaus errichtet wurde.